# 若尔克塞
若尔克塞（法語：Jorxey）是法国洛林大区孚日省的一个市镇，属于埃皮纳区栋佩尔县。该市镇2009年时的人口为83人。

## 人口
若尔克塞人口变化图示
| 数据来源：INSEE |